# Regne de Tambapanni
El Regne de Tambapanni, també esmentat com a Regne de Thambapanni i Regne de Rajarata (que era el nom de la regió que abraçava més o menys la meitat nord de l'illa), fou el primer regne de l'illa de Ceilan. El seu centre administratiu va ser a Tambapanni. Va existir entre 543 aC i 505 aC. El regne de Tambapanni només va tenir un rei, Vijaya, un príncep que va ser expulsat de l'Índia cap a Sri Lanka.

## Nom
Tambapanni és un nom derivat de Tāmraparṇī o Tāmravarṇī (en Sànscrit). Això significa el color de coure o bronze perquè quan Vijaya i els seus seguidors van arribar a Sri Lanka, quan les seves mans i els peus van tocar el terra esdevenien vermells amb la pols del terra. Per això, la ciutat fundada en aquella taca va ser anomenada Tambapanni. Un derivat d'aquest nom és Taprobane (grec). Tambapanni és la versió pali del nom Tamira Varni.

## Història

### Fons
Abans de l'arribada de Vijaya a Sri Lanka, tant la literatura grega com l'índia del període va fer referències a l'illa i van considerar-la com a terra mítica, ocupada per yakshes (singular yaksha) o "no-éssers humans". La història narrada al llibre Jataka, el qual anomena a l'illa Tambapanni, esmenta Nagadipa i Kalyani, assenyalant que l'illa va ser habitada per yakkhinis o dimonis femelles.

### Fundació i ubicació
El Regne de Tambapanni va ser fundat pel príncep Vijaya el primer rei singalès, amb 700 dels seus seguidors, després d'arribar a Sri Lanka en una àrea prop de la moderna Mannar, que se suposa era el districte de Chilaw, després de deixar Suppāraka. És enregistrat que Vijaya va fer la seva arribada el dia de la mort de Buda. Vijaya va considerar Tambapanni com la seva capital i aviat l'illa sencera va esdevenir coneguda per aquest nom. Tambapanni fou al principi habitat i governat per yakkhes, i la seva reina Kuveni, amb la seva capital a Sirīsavatthu. Segons el Comentari Samyutta, Tambapanni es va estendre unes cent llegües.

### El yakshes
La llegenda diu que quan Vijaya va arribar a les costes de les l'illa va fer un petó la sorra, va anomenar al país ‘Thambapanni' i va plantar una bandera que tenia un lleó en el fons. (El famós lloc de ruïnes de ‘Sanchi' a l'Índia mostra relleus dels esdeveniments de l'arribada del príncep Vijaya) Després d'arribar a Tambapanni, Vijaya va trobar a Kuveni, la reina dels yakkhes, que és descrita com a dona bonica però era realment una 'yakkini' (diable) de nom Sesapathi.